# Basilius Jacobus Groen
Basilius Jacobus Groen (* 22. Juli 1953 in De Rijp) ist ein niederländischer Liturgiewissenschaftler.

## Leben
Nach seinem Abitur an einem niederländischen Gymnasium wohnte er ein Jahr als ausländischer Austauschschüler in den USA (1971/72; Graduation an der Jamestown High School (North Dakota)). Er studierte Philosophie, Theologie und Neugriechisch in Nijmegen, und Praktische Theologie, Krankenhausseelsorge und Liturgiegeschichte in Amsterdam. In Trier spezialisierte er sich als Stipendiat der Alexander-von-Humboldt-Stiftung weiter in der Liturgiewissenschaft, und als Stipendiat des griechischen Staates an der Aristoteles-Universität Thessaloniki in der orthodoxen Liturgie und byzantinischen Kunst. Danach wurde er Gründungsdirektor des Instituts für ostchristliche Studien an der Katholischen Universität Nijmegen. Von 1997 bis 1998 unterrichtete er als Gastprofessor für Ökumene und Ostkirche an der Universität Münster. Von 2002 bis September 2018 lehrte er als Ordinarius für Liturgiewissenschaft und Sakramententheologie sowie Vorstand des Instituts für Liturgiewissenschaft, christliche Kunst und Hymnologie an der Universität Graz. Am 1. Oktober 2018 trat er in den Ruhestand.

## Schriften (Auswahl)
- Ter genezing van ziel en lichaam. De viering van het oliesel in de Grieks-Orthodoxe Kerk (= Theologie & Empirie. Band 11). Kok/Deutscher Studienverlag, Kampen/Weinheim 1990, ISBN 90-242-3220-1 (zugleich Dissertation, Nijmegen 1991).
- How long it was and how far. A catholic and ecumenical view on the Arduous way to a common Easter date (= Allgemeine wissenschaftliche Reihe. Grazer Universitätsverlag. Band 35). Leykam, Graz 2013, ISBN 978-3-7011-0284-6.
- Aufstieg, Kampf und Freiheit. Nikos Kazantzakis, seine Asketik: die Retter Gottes und die griechisch-orthodoxe spirituelle und liturgische Tradition  (= Studies on South East Europe. Band 18). LIT, Wien 2015, ISBN 978-3-643-50697-9.
- De weg omhoog en de strijd om vrijheid. Nikos Kazantzakis, zijn Ascetica en de orthodoxe traditie. Uitgeverij Ta Grammata, Groningen 2017, ISBN 978-90-819370-9-2.